# Louise Carton
Louise Carton née à Ostende le 16 avril 1994 est une athlète belge de course de fond, de demi-fond et de cross. Elle a remporté deux titres belges et un européen.

## Palmarès
- 2013 - Médaille d'or au championnat de Belgique junior de cross-country.
- 2014-2015 - Médaille d'or au Lotto Cross Cup[1]
- 2015 - Médaille d'or au championnat de Belgique de cross-country
- 2015 - Médaille d'or aux championnats d'Europe de cross-country 2015 dans la catégorie espoirs (U23). Elle fut à cette occasion la première Belge à remporter une médaille dans cette catégorie. Sa victoire fut remportée avec le plus petit écart jamais enregistré [2]
- 2015 - Médaille d'argent aux 5000 mètres aux championnats d'Europe espoirs d'athlétisme 2015 à Tallinn
- 2015- 8e aux 5 000 mètres à la KBC Night of Athletics avec un temps de 15:23:82, soit 18 secondes de moins que le temps qualificatif pour les jeux olympiques d'été de 2016[3]
- 2016 - 7e du 5 000 mètres aux championnats d'Europe d'athlétisme à Amsterdam[4].

## Récompense
- 2015: Spike d'Or du meilleur espoir féminin.
- 2016 : espoir belge de l'année